# Campeonato Europeo de Remo de 1896
El IV Campeonato Europeo de Remo se celebró en Ginebra (Suiza) en 1896 bajo la organización de la Federación Internacional de Sociedades de Remo (FISA).
En total se disputaron cuatro pruebas diferentes, todas ellas en la categoría masculina.

## Resultados

### Masculino
| Evento                 | Oro                                                                                     | Plata | Bronce |
| ---------------------- | --------------------------------------------------------------------------------------- | --- | --- |
| Scull individual M1X   | Ben Longchamp · Suiza                                                                   | Vittorio Leone Italia | Jaroslav Langhaus Imperio austrohúngaro |
| Dos con timonel M2+    | Marcel Nisol · Edmond Delaet · NC (t) · Bélgica                                         | Jules Demaré Jamen NC (t) Francia | Cino Ceni Giuseppe Belli G. Pucci (t) Italia |
| Cuatro con timonel M4+ | Delfieu-Boudou Mallet Pentoux Fayet NC (t) Francia                                      | François Goossens · François Jansen · Léopold De Bloe · Georges Boisson · NC (t) · Bélgica                                                                                  | Ezio Carlesi Silvio Slettini Alberto Bertolani Attilio Balena Gragnani (t) Italia                                                                 |
| Ocho con timonel M8+   | Laurent J. Lelarge Joseph Guillon Dachin Mérat A. Descotes Luyton Petavy NC (t) Francia | Louis Choisy · Gustave Brandes · Octave Schepens · Léonce Roels · Henri De Keyser · Isidore Devriendt · Prosper Bruggeman · Victor De Bisschop · Jean Dewitte (t) · Bélgica | Arturo Masciardi Giuseppe De Col Italo Bernasconi Antonio Bianchi Tommaso Padovani Miro Masciardi Arnaldo Padovani Luigi Riva G. Pucci (t) Italia |

## Medallero
| Núm. | País                  | Oro | Plata | Bronce | Total |
| ---- | --------------------- | --- | ----- | ------ | ----- |
| 1    | Francia               | 2   | 1     | 0      | 3     |
| 2    | Bélgica               | 1   | 2     | 0      | 3     |
| 3    | Suiza                 | 1   | 0     | 0      | 1     |
| 4    | Italia                | 0   | 1     | 3      | 4     |
| 5    | Imperio austrohúngaro | 0   | 0     | 1      | 1     |
|      | TOTAL                 | 4   | 4     | 4      | 12    |